# Jean Chrétien
Joseph Jacques Jean Chrétien PC OM CC QC (* 11. ledna 1934, Shawinigan, Kanada), známý běžně jako Jean Chrétien (francouzská výslovnost [ʒɑ̃ kʁe.tjɛ̃]IPA) je bývalý kanadský politik. Byl v pořadí 20. ministerským předsedou Kanady. Tuto funkci zastával po dobu deseti let, a to od 4. listopadu 1993 do 12. prosince 2003.
Narodil se v quebeckém Shawiniganu a vystudoval práva na Université Laval. Kanadským poslancem byl poprvé zvolen v roce 1963. Za vlády ministerského předsedy Pierre Trudeau zastával řadu vládních postů, zejména pak úřad ministra spravedlnosti, ministra financí a ministra pro indiánské záležitosti a rozvoj severu. V jedné z Trudeaových vlád byl vicepremiérem. V roce 1990 se stal předsedou Liberální strany Kanady a stranu vedl do federálních voleb v roce 1993, kdy výrazně vyhrála. Opětovného vítězství dosáhl ve volbách v roce 1997 a 2000.